# レンツォ・ロッソ
レッツォ・ロッソ（イタリア語: Renzo Rosso、1955年9月15日 - ）は、イタリアの実業家である。ファッションブランド・ディーゼルの創業者として知られる。OTBグループの代表取締役社長である。

## 略歴
イタリア北東部にあるヴェネト州のブルギネ村にて誕生。彼の両親は農民であり、放課後は父親を定期的に助けていた。
1970年 パドヴァのマルコーニ工科大学で工業用繊維製造の研究を学ぶことになった。
15歳の時、彼の最初の自己設計の衣服、母親のシンガーミシンを使用して、ローウエストのベルボトムジーンズを製作した。ロッソはジーンズモデルで実験を続け、各ペアを友人にあげるか学校で約3500リラで販売した。
1973年 ヴェネツィア大学で経済学の勉強を始め、農場で父親を助けることに加えてメカニックと大工として働いて研究に資金を提供した。
1975年 ヴェネツィア大学を中退し、イタリアの様々な衣料品ブランドのズボンを製造する地元の衣料品メーカーであるMoltexの生産マネージャーとして働き始めた。
1978年 ロッソがゴールドシュミードが実際に可能だと考えていたものを超えて会社の生産量を増やすことができた後、ロッソは自身で新しいビジネスを始めるために会社を辞めたという考えがあった。しかし、GoldschmiedはロッソにMoltexの40％の株式を提供し、一緒に新しい会社を設立することに同意することで留まるように説得し、ディーゼルを設立した。